# Eduard Trabert
Eduard Trabert (* 5. August 1890 in Wickers in der Rhön; † 22. Februar 1969 in Kassel) war ein deutscher Gewerkschafter und Politiker (Zentrum, CDU).

## Leben und Beruf
Nach dem Besuch der Volksschule absolvierte Eduard Trabert eine Ausbildung zum Schreiner und übte diesen Beruf seit 1910 aus. Von 1915 bis 1918 nahm er als Soldat am Ersten Weltkrieg teil.
Eduard Trabert engagierte sich gewerkschaftlich und war von 1920 bis 1933 Bezirkssekretär im Zentralverband Christlicher Holzarbeiter. Nach der „Machtergreifung“ der Nationalsozialisten war er 1933 bis 1938 arbeitslos. Von 1938 bis 1945 war er als Angestellter beim Heeresnebenzeugamt in Kassel tätig.
Nach dem Ende des Zweiten Weltkriegs arbeitete Eduard Trabert 1945/46 als Angestellter beim Fürsorgeamt der Stadt Kassel. Er wurde 1947 zum Regierungsrat im hessischen Arbeitsministerium ernannt und war seit 1949 stellvertretender Leiter des Arbeitsamts Kassel.

## Partei
Seit 1910 war Eduard Trabert Mitglied der Zentrumspartei. 1945 gehörte er zu den Mitbegründern der CDU in Nordhessen. 1946/47 war er Bezirkssekretär der CDU Nordhessen und 1950–1963 Kreisvorsitzender der CDU Kassel-Land.

## Abgeordneter
Eduard Trabert war 1946/47 sowie von 1952 bis 1964 Ratsmitglied der Stadt Kassel. 1946 war er Mitglied des Beratenden Landesausschusses und der verfassungberatenden Landesversammlung von Groß-Hessen. Dem hessischen Landtag gehörte er von 1946 bis 1950 sowie vom 5. August 1952, als er für den ausgeschiedenen Abgeordneten Werner Hilpert nachrückte, bis 1954 an.